# Pandanus brevistipes
Pandanus brevistipes är en enhjärtbladig växtart som beskrevs av Ugolino Martelli. Pandanus brevistipes ingår i släktet Pandanus och familjen Pandanaceae. Inga underarter finns listade.